# Farid Beziouen
Farid Beziouen, né le 17 octobre 1986 à Aubervilliers est un footballeur franco-algérien, évoluant au poste de milieu offensif et attaquant.

## Biographie
Après deux saisons avec Créteil Lusitanos il signe au Red Star 93 en 2010. En deux ans, il effectue 61 matchs et marque 16 buts avec le club audonien.
Farid Beziouen joue 13 matchs en Ligue 2 française avec le CS Sedan et 22 matchs en première division algérienne avec la JS Kabylie. L'année suivante il s'engage de nouveau au Red Star FC pour deux saisons et contribuera largement au titre de champion de France du Championnat de France de National et de la montée en Ligue 2.
Laissé libre par le club francilien, il s'engage en faveur du club normand de l'Union sportive Avranches Mont-Saint-Michel pour la saison 2015-2016. Il terminera la saison en finissant co-meilleur buteur de National avec 17 buts.
Le 6 juin 2016, fort de ses performances de la saison écoulée, il s'engage en faveur de l'US Orléans, alors fraîchement promu en Ligue 2, et retrouve donc le football professionnel. Il s'engage dans le Loiret pour une durée de un an, avec une année supplémentaire en cas de maintien en Ligue 2
En juillet 2017, nouveau challenge pour Farid Beziouen. Il débarque dans l’Essonne pour s’engager avec l’ambitieux Club de National 2 du Football Club Fleury 91,.

## Palmarès
- Championnat de France amateur 2 :
  - Vainqueur de groupe en 2008 avec l'Olympique Noisy-le-Sec banlieue 93

- Championnat d'Algérie :
  - Vice-champion en 2014 avec la Jeunesse sportive de Kabylie

- Coupe d'Algérie :
  - Finaliste en 2014  avec la Jeunesse sportive de Kabylie
- Championnat de France National
  - Champion en 2015 avec le Red Star